# Antônio Agenor Briquet de Lemos
Antônio Agenor Briquet de Lemos (Teresina, 15 de novembro de 1937) é um bibliotecário, professor universitário e editor brasileiro, reconhecido por suas contribuições à Biblioteconomia e à Ciência da Informação no Brasil.

## Formação acadêmica
Briquet de Lemos formou-se em Biblioteconomia pela Biblioteca Nacional em 1957. Posteriormente, obteve o título de mestre pela Loughborough University, no Reino Unido, em 1977.

## Carreira profissional
Ao longo de sua carreira, Briquet de Lemos ocupou diversos cargos de destaque:
- Professor universitário: lecionou na Universidade de Brasília (UnB), contribuindo para a formação de profissionais na área de biblioteconomia.
- Diretor de Instituições: esteve à frente do Centro de Documentação do Ministério da Saúde e do Instituto Brasileiro de Informação em Ciência e Tecnologia (Ibict).
- Editor e livreiro: fundou, em 1993, a editora Briquet de Lemos, especializada em biblioteconomia e ciência da informação, responsável pela publicação de obras relevantes nessas áreas[3]. Além disso, manteve uma livraria especializada em arte em Brasília.

## Contribuições e legado
Briquet de Lemos é autor de diversos textos para a construção da ciência da informação no Brasil, buscando promover a educação e o avanço científico no país.
Em 2017, anunciou o encerramento das atividades de sua editora e livraria, marcando o fim de uma era para a biblioteconomia brasileira.

## Vida pessoal
É casado com Maria Lucia Vilar de Lemos, também profissional da área de biblioteconomia.